# Panico
Il panico è una sensazione di paura o terrore per lo più collettivo e improvviso, non soggiogato dalla riflessione, che nasce a fronte di un pericolo reale o presunto, portando irresistibilmente ad atti avventati o inconsulti. 
Il panico generalmente può anche dominare sulla ragione e sulla logica di pensiero, sostituendosi a queste con travolgenti sensazioni di ansia e agitazione frenetica.
Quando coinvolge un gruppo di persone si può parlare anche di isteria di massa.
Letteralmente il termine deriva dal greco πανικός, che vuol dire "che si riferisce al dio Pan", preso a simbolo della natura e dell'universo, in quanto è anima e fermento di ogni cosa creata.
Qualora il panico fosse diffuso a molti individui senza una ragione sensata per tale paura si può parlare di panico morale.